# العرض (أرحب)

تعديل مصدري - تعديل

العرض هي إحدى قرى عزلة بني على بمديرية أرحب التابعة لمحافظة صنعاء، بلغ تعداد سكانها 222 نسمة حسب تعداد اليمن لعام 2004.